# Anne-Michèle Hannon
Pour les articles homonymes, voir Hannon.
Anne-Michèle Hannon, née à Liège, le 2 août 1953 est une femme politique belge, membre du Centre démocrate humaniste.
Elle est docteur en Droit; avocate; présidente de la section PSC d'Ans et du groupe des femmes PSC de l'arrondissement de Liège; de tendance centre-droit.

## Carrière politique
- députée wallonne (1995-1996) en suppléance ad intérim de Jean-Pierre Grafé, ministre
- conseillère communale d'Ans (2001-)